# Scopula pyrgargata
Scopula pyrgargata là một loài bướm đêm trong họ Geometridae.